# Arromanches Camp
Le Royal Marines Instow (RM Instow), également connu sous le nom d'Arromanches Camp, est une installation militaire exploitée par les Royal Marines à Instow dans le nord du comté de Devon, située à 8,4 km au sud-ouest de Barnstaple, et à 5,1 km au nord-est de Bideford, en Angleterre.

## Historique
Le site, créé en 1939, servit de centre d'entraînement aux troupes préparant le débarquement de Normandie à Arromanches sur Gold Beach le 6 juin 1944 pendant la Seconde Guerre mondiale. Dans les années 1970, les villes d'Instow et d'Arromanches ont mis en place un arrangement selon lequel les familles se rendaient mutuellement visite tous les deux ans en séjournant dans une famille d'accueil.

## Opérations
Le site est divisé en deux zones différentes, d'une part le camp où se trouvent les ateliers et les logements et d'autre part la plage située à 1,9 km au sud-ouest où sont basées les principales péniches de débarquement.
Le site est occupé par le 11ème Escadron d'essais amphibies et d'entraînement, qui fait partie du 1 Assault Group Royal Marines (en), qui effectue des entraînements pour des opérations telles que le débarquement de péniches de débarquement, pataugeant dans un écart d'eau pouvant atteindre 1,5 m dans profondeur, une activité connue sous le nom de passage à gué, et arrivée à une tête de pont. Le site est également utilisé pour tester de nouvelles péniches de débarquement : les Royal Marines ont délaissé l'utilisation de péniches de débarquement à fond plat ou DUKW au profit de bateaux à moteur armés.